# Mariel Medina
Mariel Andrea Medina (Mayagüez, 6 settembre 1988) è una pallavolista portoricana, palleggiatrice nelle Changas de Naranjito.

## Carriera

### Club
La carriera di Mariel Medina inizia nel settore giovanile delle Indias de Mayagüez, franchigia con la quale debutta anche nella Liga de Voleibol Superior Femenino nella stagione 2006, restandovi legata per due annate. Dopo due anni di inattività, torna a giocare con le Indias de Mayagüez nel campionato 2010, rimanendo legata alla squadra per tre stagioni; nel 2012 approda in prestito per il solo campionato mondiale per club alle Lancheras de Cataño.
Dopo aver giocato nel campionato 2013 con le Orientales de Humacao, nel campionato seguente passa alle Valencianas de Juncos. Dopo sei anni di assenza, torna in campo per la Liga de Voleibol Superior Femenino 2020 con le Changas de Naranjito.